# Diszén-dioxid
A diszén-dioxid, más néven etén-1,2-dion egy feltételezett kémiai vegyület, képlete C2O2 vagy O=C=C=O. A szén-monoxid dimerje, de tekinthető a glioxilsav (OHC−COOH) keténjének is.
A korai elméleti kutatások arra utaltak, hogy a C2O2 triplett állapota stabil lehet, bár jóval kisebb mértékben, mint a szén-dioxid vagy szén-szuboxid. A szintézisére irányuló próbálkozások azonban sikertelenek maradtak. A legújabb kutatások szerint a molekula élettartama rendkívül rövid lehet, 10−8 másodpercen belül két molekula szén-monoxidra bomlik.
Kétszeresen negatív anion alakja, az acetiléndiolát (C2O2−2) ugyanakkor vízmentes környezetben meglehetősen stabil.
William Frederick Koch (1885–1967) az 1940-es évek elején azt állította, hogy sikerült előállítania a vegyületet, amelynek rendkívül híg oldatával rákot és más betegségeket tud gyógyítani. Az Egyesült Államok Élelmiszer- és Gyógyszerügyi Hivatala csalónak nyilvánította dr. Kochot, aki végül Brazíliába költözött. Glyoxylide nevű készítményét betiltották. Egyes alternatív gyógyítással foglalkozó internetes honlapokon és fórumokon ez később elfelejtett rákellenes csodaszerként jelent meg.
2015-ben az Arizonai Egyetem kutatóinak glioxál víztelenítése révén sikerült előállítaniuk diszén-dioxidot, amely 0,5 ns-ig maradt fenn.

## Fordítás
Ez a szócikk részben vagy egészben  az   Ethylene dione című angol Wikipédia-szócikk fordításán alapul.  Az eredeti cikk szerkesztőit annak laptörténete sorolja fel. Ez a jelzés csupán a megfogalmazás eredetét és a szerzői jogokat jelzi, nem szolgál a cikkben szereplő információk forrásmegjelöléseként.